# John Fante
John Fante (Boulder (Colorado), 8 april 1909 – Los Angeles, 8 mei 1983) was een Amerikaans schrijver van Italiaanse komaf.

## Biografie
Fante was een zoon van een metselaar, een Italiaanse immigrant die zich had gevestigd in de Amerikaanse staat Colorado. Hij groeide op in het stadje Boulder. In 1929 stopte hij met zijn studie aan de Universiteit van Colorado en verhuisde hij naar Los Angeles, om zich aan een schrijversloopbaan te wijden. Hij vestigde zich in de wijk Bunker Hill.
In 1932 lukte het hem voor het eerst een kort verhaal geplaatst te krijgen in The American Mercury, het tijdschrift van H.L. Mencken. Het blad plaatste in de jaren daarna meerdere verhalen van Fante. Vaak gingen de verhalen over zijn jeugd en de sneeuw van Colorado. In 1938 hielp Mencken Fante om een uitgever te vinden voor zijn eerste roman; Wait Until Spring, Bandini. Een jaar later verscheen Ask the Dust en in 1940 Dago Red, een bundeling van verhalen die in verschillende tijdschriften hadden gestaan.
Ondertussen verdiende Fante vooral zijn geld als scenarioschrijver in de filmindustrie. Pas in 1952 verscheen een nieuwe roman; Full of Life. Het was een groot commercieel succes en werd in 1956 verfilmd door regisseur Richard Quine. In de jaren zestig schreef hij onder meer het script van de film Walk on the Wild Side (1962) met Jane Fonda. In 1977 verscheen een nieuwe roman; The Brotherhood of the Grape.
In de jaren tachtig kwam er een hernieuwde literaire interesse voor het vroege werk van Fante, onder andere dankzij Charles Bukowski die hem bewierookte als zijn grote voorbeeld. Zijn eerste boeken Wait Until Spring, Bandini en Ask the Dust werden opnieuw uitgegeven. Fante, die door suikerziekte blind was geworden en geen benen meer had, dicteerde aan zijn vrouw een nieuw boek; Dreams from Bunker Hill. De drie semiautobiografische boeken vormen samen met The Road to Los Angeles, dat al in de jaren dertig was geschreven maar pas na zijn dood werd uitgegeven, de Arturo Bandini Saga, met het belangrijkste karakter Arturo Bandini als zijn alter ego. Fante overleed in 1983, op 74-jarige leeftijd. In 1989 verfilmde de Belgische regisseur Dominique Deruddere Wait Until Spring, Bandini en in 2006 bracht Robert Towne de filmversie van Ask the Dust uit.